# 國際純化學和應用化學聯合會
国际纯粹与应用化学联合会（英語：International Union of Pure and Applied Chemistry，/ˈaɪjuːpæk, ˈjuː-/）简称国际化联，又称国际纯化学与应用化学联合会、国际纯化学与应用化学联盟、國際純化學與應用化學協會、国际理论与应用化学联合会或国际理论与应用化学联盟，是一个由各国加入组织的国际联合会，代表各國化學家的國際聯盟，致力于推动化学科学的发展，特别是制定命名法和术语。该组织属国际科学理事会（ISC）成員之一。IUPAC的國際總部設於瑞士蘇黎世；其行政辦公室（稱为IUPAC秘書處），位於美國北卡羅萊納州三角研究園。IUPAC的执行主任（理事长）领导该行政办公室，目前由法比安·迈耶斯（Fabienne Meyers）担任。
IUPAC於1919年成立，前身為“國際應用化學大會”，國家會員組織（National Adhering Organization）為其成員，可以是國家的科學學會、科學研究所，以及任何其他代表化學家的組織。成員包括54個設國家會員組織以及3個聯繫會員。IUPAC跨部門的命名及符號委員會（IUPAC命名法）是建立化學元素及化合物命名標準的國際權威。自從創立以來，IUPAC由多個委員會運行，各有其能。這些委員會分別進行不同的計劃，包括統一命名、向世界推廣化學以及出版文獻。
IUPAC以統一規範化學等領域的命名而著稱，但它也同時有多項涉及化學、生物學及物理學的出版物。其中重要的貢獻包括：對核酸基序列碼的規範化，出版有關環境科學、化學和物理學的文獻，以及帶領增強科學教育。

## 統一規範化學命名
元素命名的決定不斷變化，混雜了人類各種語言、文化、及對化學知識的理解。化學元素的名稱隨著歷史演進有不同來源，有從古代就有名稱的、有採用鍊金術師時代名稱的、有採用神話的、有採用顏色的、有按地理名稱取的、有按元素性質取名的、也有按人名取名的。在現代慢慢接受發現者有權命名，然而國際純粹與應用化學聯合會（IUPAC），對於元素命名和符號有最終決定權:72。
從1947年起，IUPAC負起批准元素名稱的責任，並為每一個元素決定國際通用的單一符號。在此之前，有不少元素有多個名字，如元素41铌的名字在歐洲和美洲間存有爭議150年，在1949年，IUPAC決定採歐洲使用的名稱。截至2015年，IUPAC治理全球化學知識，成為化學元素新發現及命名權的最終裁決法院，創立了國際認可的標準術語，這是在19世紀所明顯沒有的。

## 成立與歷史

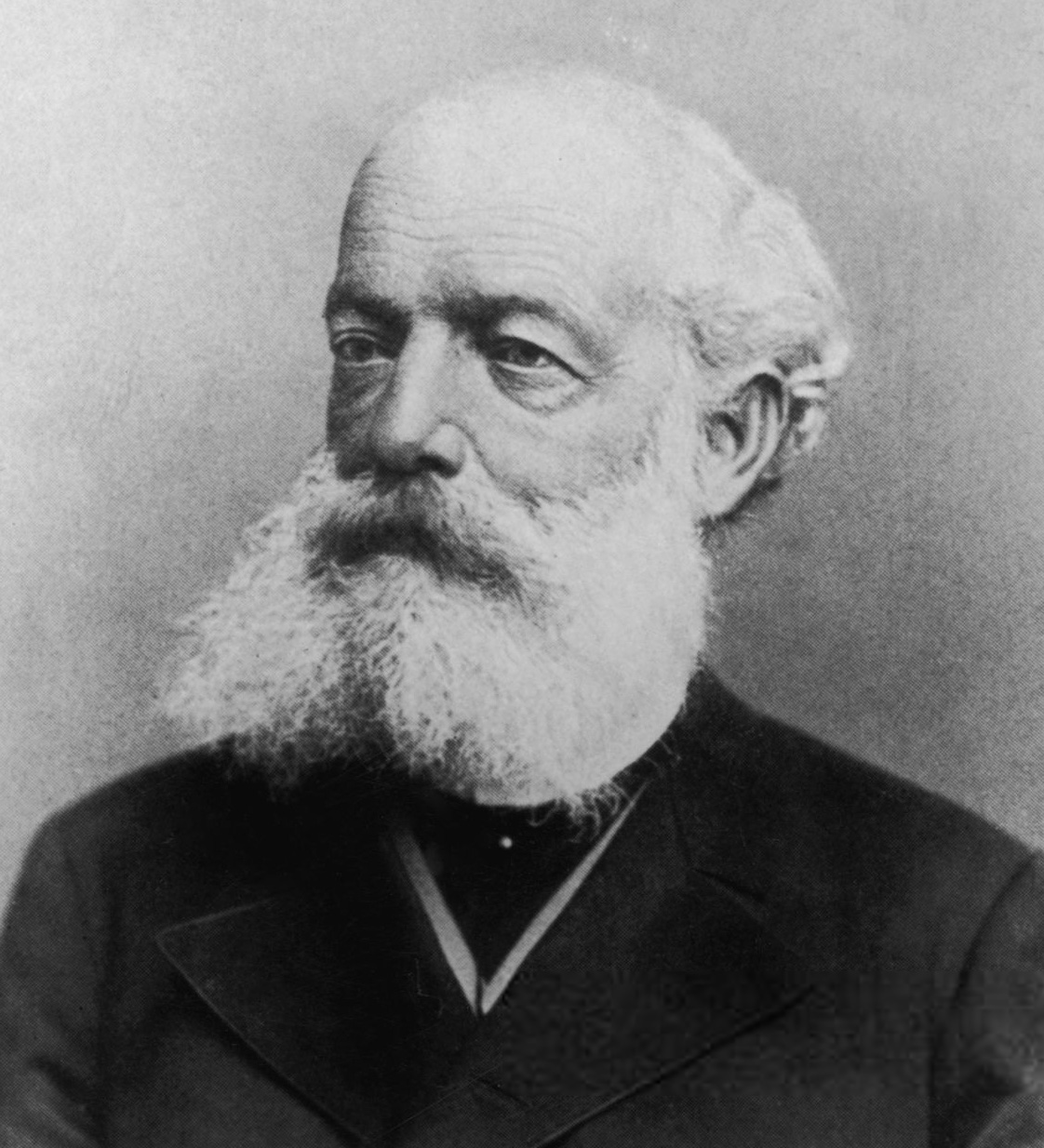
弗里德里希·奧古斯特·凱庫勒·馮·斯特拉多尼茨

由德國科學家弗里德里希·奧古斯特·凱庫勒·馮·斯特拉多尼茨帶頭的一個委員會在1860年首次探討有關需要一個國際化學標準的問題。該委員會進行了世界首次有關國際有機化合物命名系統的會議。會議中的思想最終演化成為正式的IUPAC有機物命名法。IUPAC是這次會議的成果，因此也是國際化學學會之間歷史上最重要的合作之一。從此，IUPAC擔起了更新及維護有機物命名法的重責。IUPAC就此在1919年成立了。最初的IUPAC並沒有包括德國，這是由於同盟國在第一次世界大戰後對德國持有偏見。德國最終於1929年進入IUPAC，但納粹德國在第二次世界大戰期間再被逐出IUPAC。
二戰期間，IUPAC與同盟國保持著關係，但對戰事本身參與不多。戰後，西德被允許重返IUPAC。從二戰至今，IUPAC持續不間斷地對命名及科學方法規範化，沒有受到更多的阻礙。

## 委員會與治理
IUPAC由多個委員會治理，各有其不同的責任。委員會有：理事會、適應世界需求的化學研究委員會（CHEMRAWN）、化學教育委員會、化學與工業委員會、印刷及電子出版物委員會、評估委員會、執行委員會、財務委員會、跨部門術語、命名及符號委員會、項目委員會、以及純粹與應用化學編委。每個委員會都由各國的會員組織組成。
IUPAC的指導委員會架構如下：
1. 所有委員會需遵循為其分配的預算。
2. 任何委員會都可以開始一個項目或計劃。
3. 一旦項目超出委員會的預算，該問題必須提交到項目委員會。
4. 項目委員會將提高預算，或尋找外來資金。
5. 理事會及執行委員會監督著其他委員會的運作。

| 委員會名稱（縮寫）                       | 責任 |
| ---------------------------------------- | --- |
| 理事會                                   | - 討論並修訂哪一個委員會負責哪一個項目 - 控制其他委員會及IUPAC整體的財務 - 探討IUPAC的整體治理                                                                               |
| 適應世界需求的化學研究委員會（CHEMRAWN） | - 討論化學能夠通過甚麼方法幫助世界 |
| 化學教育委員會（CCE）                    | - 配合世界上的教育系統協調IUPAC的化學研究 |
| 化學與工業委員會（COCI）                 | - 配合化學工業所需協調IUPAC的化學研究 |
| 印刷及電子出版物委員會（CPEP）           | - 設計並使用IUPAC的出版物。 - 率領光譜學資料標準小組委員會 |
| 評估委員會（EvC）                        | - 評估每項計劃 - 將有關每個項目的事宜向執行委員會報告 |
| 執行委員會（EC）                         | - 計劃並探討IUPAC活動 - 討論IUPAC籌款 - 檢閱其他委員會的工作 現任執行委員會委員: - 主席：Moreau, Nicole J. - 副主席：巽和幸 - 財務：Corish, John - 秘書長：Black, David StC. |
| 財務委員會（FC）                         | - 協助其他委員會有效地管理經費 - 有關投資事宜向聯合會委員作顧問 |
| 跨部門術語、命名及符號委員會（ICTNS）    | - 管理IUPAC命名法 - 在各個項目中統一命名法 - 統一度量衡 - 討論原子重量標準                                                                                                   |
| 項目委員會（PC）                         | - 管理跨部門項目的經費 - 判斷項目是否會超出預算 - 建議外來項目經費來源 - 決定如何為發展中國家及處於危機中的國家提供經費                                                      |
| 純粹與應用化學編委（PAC-EAB）            | - 協助計劃、使用並發佈純粹與應用化學出版物 |

## 國際化學年

國際化學年標誌

IUPAC和聯合國教科文組織是國際化學年（2011年）有關活動的主辦組織。IUPAC於意大利都靈的大會上首次提出舉辦國際化學年。聯合國教科文組織於2008年接受動議。國際化學年的宗旨為提高公眾對化學的興趣及欣賞，同時鼓勵年輕人參與及為化學作貢獻。另外活動也回看化學如何大大提高了人們的生活。

## 目前的項目

### IUPAC項目列表
- 項目號2009-012-2-200：配位聚合物及金屬-有機骨架：術語及命名法指引[30]
  - 計劃的目標為：一、在配位聚合物領域提供有關術語和命名法（拓撲學術語，而非個別化合物名稱）的指引；二、確保這些指引被有關領域中的廣大研究學者接受；三、在領先的科學出版物對論文作者的指引中應用並提到這些術語和命名法。[31]
- 項目號2009-032-1-100：為鹵素化學鍵和其他鹵素原子的非共價鍵交互作用進行歸類。[32]
  - 該計劃的目標是為鹵素成鍵反應進行定義，並為鹵素的分子交互作用分類。[33]
- 項目號2009-048-1-600：為土壤和地表水源的環境物質監測作指引。[32]
  - 項目目的為辨認新型污染物及其危害，並監測以前較少研究的污染物。另外，項目也會提供如何監測污染物的策略，並探討各種監測方法的利弊。[34]
- 項目號2009-034-2-700：研究鎘對人體健康的威脅。[32]
  - 該項目旨在辨認人體在暴露在鎘之後的危害及反應。鎘目前在國際癌症研究中心列為致癌物。另外，項目也會研究鎘是如何進入人體的。[35]
- 項目號2009-019-2-400：體積排阻色譜法等聚合物表徵法中的資料處理。對譜帶增寬等誤差來源的矯正。[32]
  - 該項目旨在為聚合物表徵和測量提供準確度更高的實際方法。這能夠幫助體積排阻色譜法等聚合物表徵法實驗工具的製造商製造出更精確的產品。[32]

## 外部連結
- 官方网站
- Panel on Biochemical Thermodynamics. . G. P. Moss, Queen Mary University of London. 1994  [2013-01-12]. （原始内容存档于2017-09-13）.